# Johan-Olov Johansson
Johan-Olov Johansson, född 12 augusti 1874 i Skutskär, nuvarande Älvkarleby kommun, död 11 maj 1955 i Stockholm, var en svensk politiker, författare och sångtextförfattare. 

## Biografi
Johansson var ordförande i Svenska järn- och metallarbetareförbundet 1920–1925, kassör i LO 1925–1936, ordförande i Stockholms stadsfullmäktige 1935–1938. 
Som författare skrev Johansson under pseudonymen Johan Olov. Hans dramatiska berättarkonst med motiv från Bergslagen resulterade bland annat i böckerna Krutgubbar (1938) och Kärnfolk (1940).
Han är begravd på kyrkogården i Horndal, Avesta kommun.

### Skönlitteratur
- Hammarslag : dikter. Stockholm: Fram. 1911. Libris 1635250
- Hammarsmide : dikter. Stockholm: Tiden. 1916. Libris 1656851
- Slaggstänk : historier om bergslagsfolk. Stockholm: Tiden. 1917. Libris 1653946
- Smeder, brukspatroner och bergsmän. Stockholm: Bonnier. 1933. Libris 1356598
- Underliga människor : berättelser från Bergslagen. Stockholm: Bonnier. 1934. Libris 1356599
- Våra fäder. Stockholm: Bonnier. 1935. Libris 1356600
- Bergslagsvers : dikter. Stockholm: Tiden. 1936. Libris 1372480
- Medmänniskor. Stockholm. 1937. Libris 2728944
- Krutgubbar. Stockholm: Folket i bild. 1938. Libris 1372481
- Mödrar, fästmör och hustrur. Stockholm: Folket i bild. 1939. Libris 1372484
- Kärnfolk. Stockholm: Folket i bild. 1940. Libris 1372482
- Hedersmän och skojare. Stockholm: Folket i bild. 1941. Libris 1409108
- Släkten är värst. Stockholm: Folket i bild. 1943. Libris 1409110
- Smeder på luffen. Stockholm: Folket i bild. 1945. Libris 2728945
- Det gamla järnbruket. Stockholm: Kooperativa förbundet. 1948. Libris 1409107
- Flammornas folk. Stockholm: Folket i bild. 1949. Libris 1409106
- Milrök. Stockholm: Kooperativa förbundet. 1951. Libris 1454078
- Höstkvällar. Stockholm: Wahlström & Widstrand. 1954. Libris 1454077

### Varia
- En vidräkning med förslaget till "lag om vissa åtgärder till främjande av arbetsfred". Stockholm: Tiden. 1917. Libris 1653975
- Brofors järnarbetarfackförening : en skildring från arbetarrörelsens genombrottsår. Stockholm: Tiden. 1927. Libris 1332548
- Högerhetsen mot fackföreningsrörelsen belyses. Malmö. 1931. Libris 2728943
- Stockholms maskin- och metallarbetarefackförenings historia : (1888-1938) / av Johan-Olov Johansson och Sten Sjöberg. Stockholm: Svenska metallindustriarbetareförbundet, Avdelning 1. 1938. Libris 1372488

### Samlingar och urval
- Änglaknäpp : Bergslagsnoveller. Horndal: Johan-Olov sällskapet. 2011. Libris 12343045. ISBN 9789163390449
- Johan-Olov hyllar och häcklar / sammanställt och utgivet av Lars Jarnhammar. [Utgivningsort okänd]: [Lars Jarnhammar?]. 2024. Libris k4ngwxc6hhmn34kp. ISBN 9789153101208

## Filmmanus
- 1935 – Järnets män
- 1939 – Då länkarna smiddes
- 1947 – Det gamla bruket